# IDeA Fimit
IDeA Fimit SGR S.p.A. è una società di gestione del risparmio italiana che opera nel settore della gestione di fondi immobiliari.

## Storia
La società nasce nell'ottobre 2011 dalla fusione tra FIMIT-Fondi Immobiliari Italiani e First Atlantic Real Estate SGR.
Fimit viene fondata nel 1998 da Mediocredito Centrale (60%) e Inpdap (40%) per la creazione di fondi comuni di investimento immobiliare chiusi, nell'ottica di privatizzare parte del patrimonio immobiliare pubblico.
Nel 2001 viene lanciato il primo fondo, Alpha, all'interno del quale Inpdap ha conferito 26 immobili, per un valore di 246.77 milioni di euro.
Successivamente, nell'azionariato entrano Enpals, Lehman Brothers III FIMT S.a.r.l., Enasarco, Inarcassa, Istituto Fondi Immobiliari.
First Atlantic Real Estate SGR nasce nel 1998 grazie a Daniel Buaron. Nel 2006 lancia il primo fondo, Atlantic 1, in cui sono presenti 46 immobili di Eni, GS e Telecom Italia per un valore totale di 636.7 milioni di euro.
Nel 2008 il 70% di First Atlantic Real Estate viene acquisito da DeA Capital.
Nell'ottobre 2011 avviene la fusione tra First Atlantic Real Estate e Fimit: nasce così la principale SGR italiana nel settore dei fondi immobiliari e la quarta in Europa con 8.8 miliardi di euro di patrimonio gestito, 19 fondi gestiti e 57 milioni di euro di commissioni incassate ogni anno.

## Azionisti attuali
- DeA Capital - 64.28%
- INPS - 29.6%
- Enasarco - 5.9%

Fonte: ideafimit.it

## Bilancio 2012
IDeA Fimit al 31 dicembre 2012 aveva un Asset under management (valore dei fondi gestiti) di 9.4 miliardi di euro, 31 fondi, 65.4 milioni di commissioni, utili per 19.4 milioni.
Fonte: deacapital.it Archiviato il 1º novembre 2013 in Internet Archive.